# حوزه انتخابیه جهرم و خفر
حوزهٔ انتخابیه جهرم و خفر یکی از حوزه‌های استان فارس برای انتخابات مجلس شورای اسلامی است. این حوزه به مرکزیت جهرم، ۱ نماینده دارد.
این حوزه انتخاباتی تا پیش از تشکیل شهرستان خفر در سال ۱۳۹۸ با نام حوزه انتخاباتی جهرم شناخته می‌شد.

## در محلس شورای ملی
از حوزه جهرم جمعا ۲۲ نماینده به مجلس شورای ملی معرفی شدند. این حوزه در دو دوره اول و دوم فاقد نماینده بوده و از از دوره سوم به بعد است که نمایندگان این شهر در مجلس حضور داشته‌اند. اسامی نمایندگان معرفی شده از جهرم در ۲۴ دوره پیش از انقلاب از قرار زیر است:
- دورهٔ اول: -
- دورهٔ دوم: -
- دورهٔ سوم: میرزا حسن‌خان مدحت‌السلطنه
- دورهٔ چهارم: لسان‌الملک سپهر
- دورهٔ پنجم: میرزا اسماعیل‌خان قشقایی
- دورهٔ ششم: علی زارع شیرازی
- دورهٔ هفتم: میرزا علی‌خان شهداد
- دورهٔ هشتم: میرزا اسماعیل‌خان قشقایی
- دورهٔ نهم: لطفعلی‌خان معدل
- دورهٔ دهم: لطفعلی‌خان معدل
- دورهٔ یازدهم: لطفعلی‌خان معدل
- دورهٔ دوازدهم: لطفعلی‌خان معدل
- دورهٔ سیزدهم: لطفعلی‌خان معدل
- دورهٔ چهاردهم: ابوالفضل حاذقی
- دورهٔ پانزدهم: ابوالفضل حاذقی
- دورهٔ شانزدهم: ابوالفضل حاذقی
- دورهٔ هفدهم: حسام‌الدین وکیل‌پور
- دورهٔ هجدهم: غلامحسین صارمی
- دورهٔ نوزدهم: غلامحسین صارمی
- دورهٔ بیستم: ابوالفضل حاذقی
- دورهٔ بیست و یکم: ابوالفضل حاذقی
- دورهٔ بیست و دوم: عبدالکریم جاماسبی
- دورهٔ بیست و سوم: جعفر پیمان
- دورهٔ بیست و چهارم: ایرج قادری

## نمایندگان
این فهرست شامل نمایندگان حوزهٔ انتخابیهٔ جهرم و خفر در مجلس شورای اسلامی است. این حوزهٔ انتخابیه تاکنون در هر دوره یک نماینده داشته‌است.
| دوره    | نام نماینده          | از سال | تا سال | رای    | درصد |
| ------- | -------------------- | ------ | ------ | ------ | ---- |
| اول     | علی‌محمد بشارتی جهرمی | ۱۳۵۹   | ۱۳۶۳   | ۳۷٬۱۵۹ | ۸۷٫۲ |
| دوم     | سید فخرالدین هاشمی   | ۱۳۶۳   | ۱۳۶۷   | ۶۸٬۶۸۰ | ۵۶٫۵ |
| سوم     | سید فخرالدین هاشمی   | ۱۳۶۷   | ۱۳۷۱   | ۶۳٬۳۴۴ | ۳۷٫۷ |
| چهارم   | محمدمهدی شجاعی‌فرد    | ۱۳۷۱   | ۱۳۷۵   | ۲۳٬۷۷۴ | ۳۴٫۲ |
| پنجم    | محمدمهدی شجاعی‌فرد    | ۱۳۷۵   | ۱۳۷۹   | ۴۸٬۱۹۲ | ۵۵٫۴ |
| ششم     | محمدعلی سعدایی       | ۱۳۷۹   | ۱۳۸۳   | ۲۹٬۶۲۱ | ۳۱٫۵ |
| هفتم    | سید جمال‌الدین ارجمند | ۱۳۸۳   | ۱۳۸۷   | ۲۵٬۵۲۲ | ۳۱٫۰ |
| هشتم    | محمدرضا رضایی کوچی   | ۱۳۸۷   | ۱۳۹۱   | ۳۶٬۸۵۱ | ۵۷٫۵ |
| نهم     | محمدرضا رضایی کوچی   | ۱۳۹۱   | ۱۳۹۴   | ۵۳٬۵۷۵ | ۵۴٫۲ |
| دهم     | محمدرضا رضایی کوچی   | ۱۳۹۵   | ۱۳۹۹   | ۵۳٬۸۸۲ | ۵۰٫۲ |
| یازدهم  | محمدرضا رضایی کوچی   | ۱۳۹۹   | ۱۴۰۳   | ۳۹٬۹۴۰ | ۵۰٫۰ |
| دوازدهم | محمدرضا رضایی کوچی   | ۱۴۰۳   | ۱۴۰۷   | ۵۴٬۸۱۰ | ۶۹٫۱ |